# Beaune-sur-Arzon
Beaune-sur-Arzon is een gemeente in het Franse departement Haute-Loire (regio Auvergne-Rhône-Alpes) en telt 189 inwoners (1999). De plaats maakt deel uit van het arrondissement Le Puy-en-Velay.

## Geografie
De oppervlakte van Beaune-sur-Arzon bedraagt 14,6 km², de bevolkingsdichtheid is 12,9 inwoners per km².
De onderstaande kaart toont de ligging van Beaune-sur-Arzon met de belangrijkste infrastructuur en aangrenzende gemeenten.

## Demografie
Onderstaande figuur toont het verloop van het inwonertal (bron: INSEE-tellingen).